# ハンニバル・グッドウィン

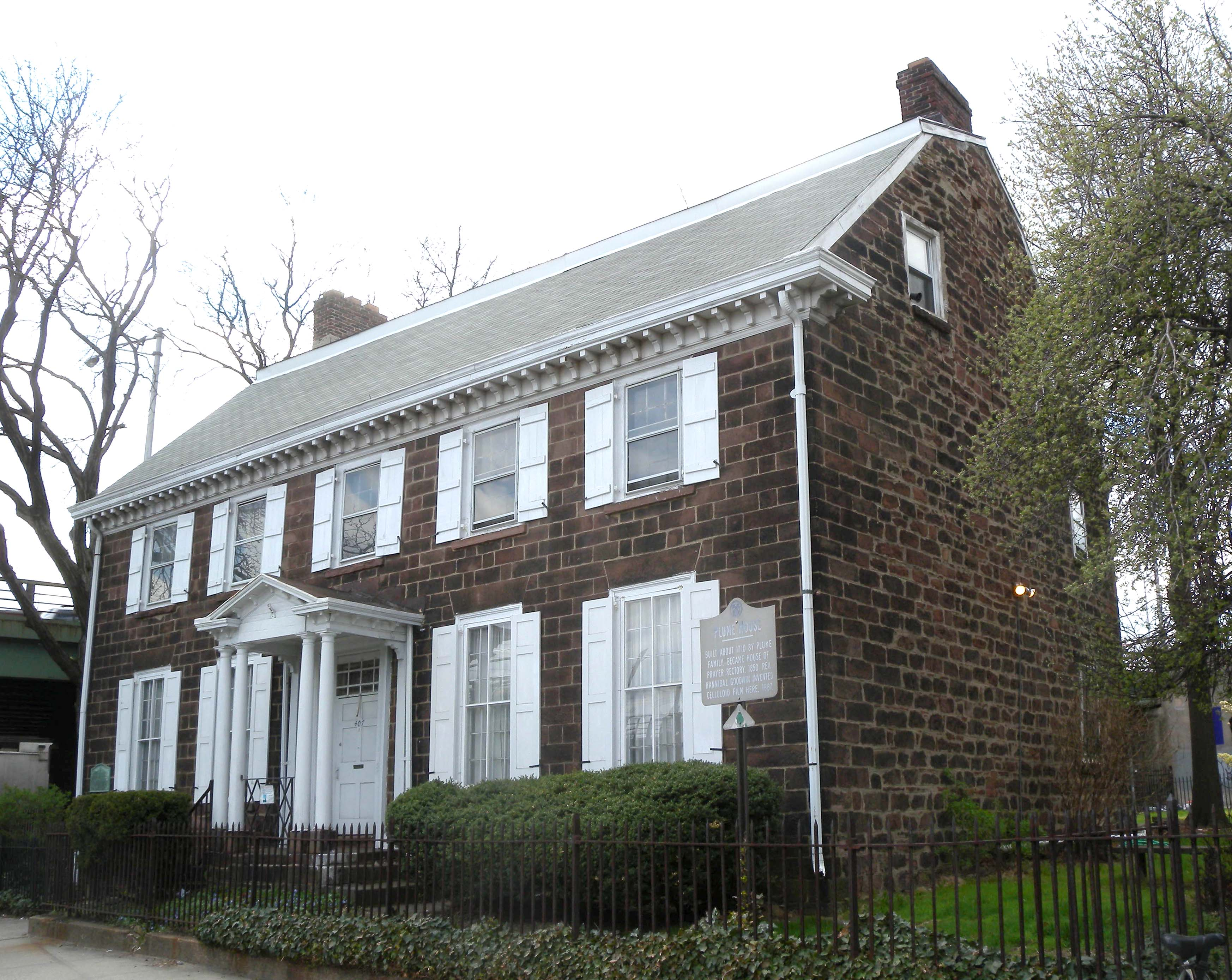
グッドウィンが住んでいたハウス・オブ・プレア教会の教区牧師館は、現在はアメリカ合衆国国家歴史登録財に指定されている。

ハンニバル・ウィリストン・グッドウィン（Hannibal Williston Goodwin、1822年4月21日（一説には4月30日） - 1900年12月31日）は、アメリカ合衆国の発明家、米国聖公会の牧師。透明で柔らく巻き取ることができるフィルムをニトロセルロースのフィルム・ベースから製造する方法の特許を取得し、これが初期の映画鑑賞装置であったトーマス・エジソンのキネトスコープに採用された。

## 経歴
グッドウィンは、1822年4月21日（一説には4月30日）にニューヨーク州ユリシーズに生まれ、農場で育った。1844年からイェール・ロー・スクールで大学の授業を受けるようになり、次いでウェズリアン大学に学び、最終的に1848年にユニオン・カレッジで学位を得た。グッドウィンは、さらに米国聖公会の聖職者となるべく、ニューヨークのユニオン神学校に学んだ。ニュージャージー州のボーデンタウン (Christ Church, 1852-1854)、ニューアーク (St. Paul's, 1854-1858)、トレントン (Trinity Church, 1859) で奉仕した後、気管支疾患から健康を回復するためカリフォルニア州へ移り、ナパ (Christ Church, 1859-1862)、メアリーズビル (St. John's, c.1859-1862)、サンフランシスコ (Grace Church/Cathedral, 1862-1867) で奉仕した。1867年、グッドウィンはニュージャージー州に帰還して定住してエセックス郡ニューアークの House of Prayer Church の第5代教区牧師となり、以降の20年間その職にあった。
グッドウィンは、聖書を教えるために用いる図像を定着させることができる、破れにくく透明な素材を探していた。 グッドウィンは、教区牧師館であったプラム・ハウス (Plum House) の屋根裏部屋に化学実験室を設け、日光を取り入れるため、屋根に5フィートほどの穴を開けた:335。グッドウィンは、20年間務めた教会から引退した1887年の5月2日に、「写真用の薄膜およびその生成処理 ... 特に巻き上げ式カメラに関するもの (a photographic pellicle and process of producing same ... especially in connection with roller cameras)」の特許を申請したが、特許が認められたのは1898年9月13日のことであった。この間に、ジョージ・イーストマンが独自の処理法によって既にロール状フィルムの生産を始めていた。
1900年、グッドウィンは、グッドウィン・フィルム・アンド・カメラ・カンパニー (Goodwin Film and Camera Company) を設立したが、実際にフィルムの生産を始める前に、建設現場近くで交通事故に遭い、片脚を骨折した上、肺炎を併発し、12月31日に死去してしまった。

## 遺されたもの
グッドウィンの特許は、アンスコ社に売却され、同社はイーストマン・コダックを特許侵害で訴え、1914年3月10日に500万ドル（2020年時点の1億2千万ドルに相当）の賠償を獲得した。
ニューアーク国際映画祭 (the Newark International Film Festival) が授与する主要な賞のひとつは、ハンニバル・グッドウィン映画製作イノベーション賞 (the Hannibal Goodwin Award for Innovation in Filmmaking) という。